# Jan Svoboda (člen Vlajky)
Jan Svoboda (5. ledna 1921 Brno – 6. prosince 2011 Velvary) byl členem „Vlajky“ a aktivní stoupenec nacionálního socialismu. V lednu 1942 se aktivně zapojil do přípravných prací založení nové protektorátní organizace české mládeže nazvané Kuratorium pro výchovu mládeže v Čechách a na Moravě.

## Dětství
Jan Svoboda se narodil v rodině státního úředníka, právníka Jana Svobody. V roce 1930 byl otec z Brna přeložen a rodina se odstěhovala do Prahy. Zde Jan Svoboda vystudoval klasické gymnázium a byl přijat ke studiu medicíny.

## Život za války
Po absolvování gymnázia se jako aktivní stoupenec nacionálního socialismu aktivně zapojil do přípravy založení Kuratoria, nové protektorátní organizace české mládeže. Vedle Václava Krigara, Karla Michalíčka, Karla Žaluda, Marie Pechové a Jiřího Málka patřil k úzkým spolupracovníkům budoucího generálního referenta Kuratoria, dr. Františka Teunera, který s těmito lidmi organizoval přípravné práce. Svoboda byl také frekventantem hned prvního kursu instruktorů Kuratoria, který proběhl v červenci 1942 na Slapech, a vzápětí se také zúčastnil tzv. první studijní cesty Kuratoria po Říši, v rámci které byli mladí čeští muži seznámeni mj. s různými institucemi Hitlerovy mládeže a prošli zvláštní přípravou. Svoboda podával zprávy Gestapu pod krycím jménem „Páter“ – to mu pak bylo vyčítáno při zatčení po válce.
Na počátku roku 1945 se Dr. Krannich na osobní schůzce s Janem Svobodou svěřil s názorem, že porážka Německa je neodvratná, ale nacionalisté by měli usilovat o to, aby po válce byla zajištěna samostatná existence státního útvaru Čech a Moravy a nemělo by se znovuobnovit Československo. K dosažení tohoto cíle by mělo dopomoci fyzické odstranění hlavy zahraničního odboje a čelného propagátora znovuobnovení státu, Edvarda Beneše. Dále by prý bylo dobré, kdyby mezi západní a východní emigrací došlo k zásadnímu rozporu. V poválečné výpovědi z listopadu 1946 Jan Svoboda řekl, že mu Krannich vysvětlil, že je třeba vyslat na Slovensko lidi, kteří tam budou dělat různé sabotáže. Několik z nich by mělo urychleně připravit atentát na dr. Beneše, který v Košicích dlel s československou emigrantskou vládou už od začátku dubna 1945 (Beneš přijel do Košic 3. dubna 1945 a stanul tak po více než šesti letech na půdě bývalého Československa. Zde také jmenoval novou, tzv. košickou vládu).
Krannich vyzval Svobodu, aby sehnal spolehlivé muže a atentát sám provedl. Svoboda se s úkolem svěřil okresnímu pověřenci Kuratoria, třiadvacetiletému Jiřímu Málkovi (* 24. dubna 1922) a požádal jej o spolupráci. Málek doporučil následně dalšího muže – Vladimíra Kauckého. Útočný tým podle údajů historika Pejčocha doplnili tři Slováci se znalostí tamního prostředí – příslušníci Hlinkových gard Jozef Belan, Ladislav Depta a jistý Danihel. Ty přivedl do Prahy poručík Hlinkových gard Morávek, který uprchl ze Slovenska s některými svými muži a původně jednal s vedením Kuratoria o možnosti vstoupit s nimi do dobrovolnické Svatováclavské roty.
Výcvik skupiny se odehrával jednak v Chebu, ale především v Praze. Dne 27. dubna 1945 proběhl na pražském Střeleckém ostrově zkrácený kurs výroby explozivních náloží a jejich odpalování, kterého se účastnili Svoboda, Depta, Danihel a Belan. Jan Svoboda působil zároveň jako tlumočník přítomných Slováků. Skupině byly prezentovány různé druhy výbušných látek německé a anglické výroby, mezi jinými také donarit práškový, zabalený v roubících.
Druhý den, v sobotu 28. dubna, se pět mužů vydalo rychlíkem do Přerova. Na Moravě měli získat poslední pokyny k vykonání atentátu na Beneše. Skupina se potom dostala do Vsetína, kde 2. května 1945 muži získali od tamního vojenského velitelství povolení k překročení fronty. A právě ve Vsetíně se také dozvěděli, že Adolf Hitler zemřel a Berlín padl. „Dostali jsme také informace, že československá armáda stojí již na moravskoslovenských hranicích", vypověděl po válce Jan Svoboda. Ze Vsetína odjeli Svoboda a jeho kamarádi vlakem do Nového Hrozenkova, odkud se vydali pěšky do Karolíniny Hutě. Už v této době docházelo mezi vyslanými muži k prvním rozepřím. Tři z nich, jeden Čech a dva Slováci, na poslední bojové poradě na nádraží v Karolínce navrhovali, aby na celou akci zapomněli a raději se vrátili domů. Proti tomu však byla další trojice – Jan Svoboda, Jiří Málek a Jozef Belan. Fronta už byla velmi blízko, místní lidé hovořili o tom, že v této oblasti bojují příslušníci československé Svobodovy armády. V dalších hodinách navíc při prudkých dělostřeleckých bojích nastal velký zmatek a místní obyvatelé se obávali toho, že se tu strhne krvavá bitva, protože v okolí stále byly dobře vyzbrojené německé oddíly.
Skupina se tedy nakonec rozešla – ti tři, kteří se obávali zatčení, se rozhodli zmizet na německém území. Zbývající dva Češi a jeden Slovák se rozhodli pokračovat – zbavili se výbušnin a druhý den ráno přešli přes Javorníky na Slovensko, kde se přihlásili příslušníkům československé vojenské hlídky. Tam Jan Svoboda oznámil, že všichni tři se rozhodli vstoupit do československé armády, aby konečně mohli bojovat proti nenáviděným nacistům. Českoslovenští vojáci mladíky poslali do Turčanského Svatého Martina, kde se měli přihlásit do armády. Cestou vlakem zjistili ale něco, co totálně změnilo jejich plány: prezident Beneš opustil Košice. „Cestovali jsme přes Žilinu, kde jsme se dozvěděli, že tam má s vládou přijet prezident republiky", uvedl Svoboda ve výpovědi. Logicky tedy pochopili, že je vše ztraceno.
Aby vyvázli se zdravou kůží, vyhledali kasárna, kde v té době sídlili příslušníci východní armády, a tam opět oznámili, že chtějí bojovat proti Němcům. Co trojici mladíků vedlo k tomu, že se důstojníkovi obranného zpravodajství nakonec přiznali k plánovanému atentátu, není dle poskytnutých informací zcela zřejmé. Pováleční vyšetřovatelé však dospěli k závěru, že úspěšnému provedení atentátu zabránil pouze předčasný odjezd prezidenta.

## Život po válce
Svoboda se vrátil po válce do Prahy v uniformě důstojníka československé armády a účastnil se výslechu jednoho z méně významných funkcionářů Kuratoria, Jaromíra Victorina, bratrance známého Josefa Victorina. Toho Svoboda napadl a zbil tak, že v důsledku zranění ochrnul na spodní polovinu těla. Na chování Jana Svobody poukazoval tisk, který kladl otázku, jak je možné, že muž, který plánoval vraždu prezidenta, je stále na svobodě. Jan Svoboda pak následoval ostatní bývalé funkcionáře Kuratoria za mříže vyšetřovací vazby.
Skupina čelných funkcionářů stanula jako hromadný případ před Národním soudem v Praze. Přelíčení probíhalo ve dnech 31. března až 29. dubna 1947. Dne 2. května byl Jan Svoboda odsouzen k trestu smrti. Byl však později omilostněn na doživotní vězení. Zde strávil 17 let – v roce 1963 byl propuštěn jako jeden z posledních retribučních vězňů.
Uvádí se, že střídal různá zaměstnání, naposledy byl strojníkem u Staveb silnic a železnic. Hlavním osobním koníčkem Jana Svobody se stala regionální historie. Od roku 1978 žil Jan Svoboda ve Vlašimi a zde v osmdesátých letech realizoval svůj koníček v rámci Vlastivědného kroužku. Byl dopisovatelem Národopisné společnosti při Akademii věd. Po listopadu 1989 Jan Svoboda spoluzaložil Nezávislou památkovou unii a stal se jejím prvním jednatelem a redaktorem jejího časopisu Dědictví koruny české. Zapojil se jako zpravodaj i do činnosti Státní památkové péče, kde v roce 1993 převzal funkci konzervátora. V roce 1993 obdržel "Čestné uznání za záslužnou a dlouholetou práci v oboru národopisu". Jeho největší aktivitou koncem 90. let byl soupis drobných sakrálních objektů okresu Benešov, kdy v období 4 let a za pomoci 15 spolupracovníků, které shromáždil, podchytil přes 1500 kapliček, křížků, zvoniček a Božích muk. Byl dlouholetým členem Českého svazu ochránců přírody, kde se věnoval především péči o kulturní památky a inicioval projekty na jejich obnovu. Svou publikační činnost Jan Svoboda završil vydáním dvou knih ve spolupráci s Josefem Moudrým. V roce 2003 vyšla Vlašim nejen na starých pohlednicích a v roce 2006 kniha Vlašim po stopách předků.
V roce 2008 odešel Jan Svoboda do Velvar, do domova pro seniory, kde prožil zbytek svého života. Přátelé a známí jej oceňovali pro jeho „úžasnou paměť“ a výbornou znalost němčiny a latiny. (V časopise Pod Blaníkem bylo mylně uvedeno, že Jan Svoboda byl odsouzen v roce 1948, což zřejmě přispělo k dojmu, že Jan Svoboda byl účastníkem protikomunistického odboje. O své politické minulosti se prý nesvěřoval.)
Jan Svoboda zemřel 6. prosince 2011 ve věku nedožitých 91 let.